# Hyperolius lamottei
Hyperolius lamottei är en groddjursart som beskrevs av Laurent 1958. Hyperolius lamottei ingår i släktet Hyperolius och familjen gräsgrodor. IUCN kategoriserar arten globalt som livskraftig. Inga underarter finns listade i Catalogue of Life.